# Тримайтесь там

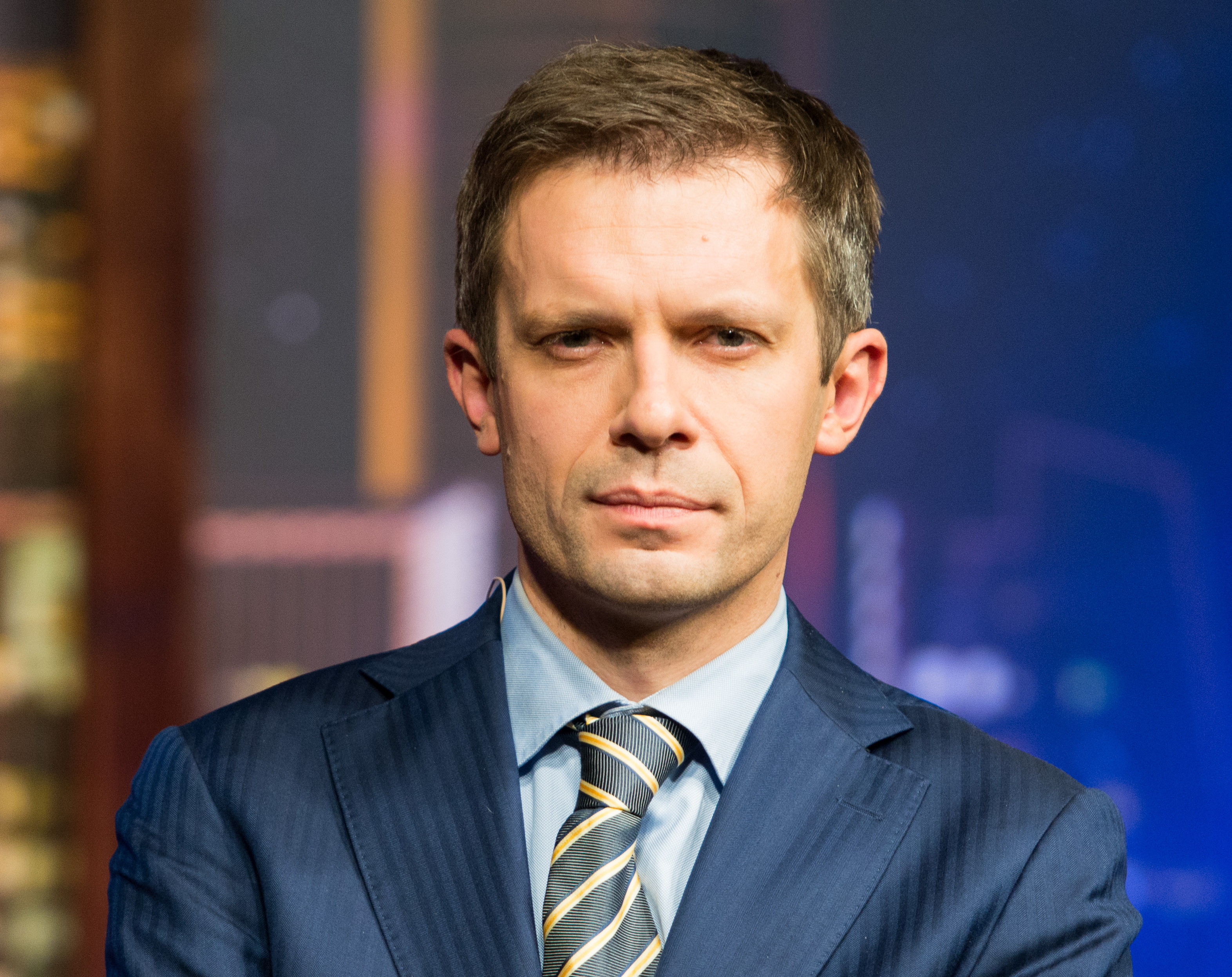
Андрюс Тапінас

«Тримайтесь там. ТСС» (рос. «Держитесь там. ТСС», також «Derzhites' Tam») — литовська сатирична політико-гумористична телевізійна передача. Виходить з 8 березня 2017 року. Ведучий Андрюс Тапінас.
Програма містить іронічно-сатиричний огляд ключових подій Росії.
Назва проекту є алюзією до відомого висловлювання Медведєва у відповідь на скарги кримської пенсіонерки: «Грошей немає, але ви тримайтеся».

## Формат
В ефірі ведучий послуговується російською мовою «з литовським акцентом». Окремі новини ілюструються фрагментами з художніх фільмів.